# Сапаев, Никита Никифорович
Ники́та Ники́форович Сапа́ев (14 июня 1901, Чобыково, Уржумский уезд, Вятская губерния, Российская империя — 25 февраля 1946, Карлаг, Карагандинская область, Казахская ССР, СССР) — марийский советский партийный деятель. Второй секретарь Марийского обкома ВКП(б) (1935—1937), член Марийского облисполкома (1934—1937). Член ВКП(б) с 1926 года.

## Биография
Родился 14 июня 1901 года в дер. Чобыково ныне Новоторъяльского района Марий Эл в семье крестьян-середняков.
В 1921 году окончил Сернурский педагогический техникум, в 1929 году — Казанский педагогический институт.
С 1924 года — председатель Новоторъяльского волостного исполкома Марийской автономной области. С 1929 года — директор Сернурского педагогического техникума, с 1931 года — директор Марийской областной совпартшколы.
В 1926 году принят в ВКП(б). С 1932 года — ответственный (первый) секретарь Моркинского райкома ВКП(б) МАО, с 1935 года — второй секретарь Марийского обкома ВКП(б), в июне — августе 1937 года — начальник Управления по делам искусств Марийской АССР. В 1934—1937 годах был членом Марийского облисполкома.
10 ноября 1937 года репрессирован, осуждён на 10 лет заключения.
Скончался 25 февраля 1946 года в Карлаге. 

## Семья
Сын — известный марийский композитор, автор первой марийской оперы «Акпатыр» Э. Сапаев.